# Bitva u Dungenessu
Bitva u Dungenesu byla významné námořní střetnutí první anglo-nizozemské války. Odehrála se 10. prosince 1652 při kentském pobřeží poblíž mysu Dungeness a skončila těžkou porážkou zaskočeného a oslabeného anglického loďstva. Holandské námořnictvo vedené admirálem Trompem tímto vítězstvím odčinilo porážku od Kentish Knock a dočasně zcela ovládlo Lamanšský průliv, který tak udrželo otevřený pro své konvoje. Porážka, k níž přispěla nedisciplinovanost kapitánů k boji zabavených anglických obchodních lodí, vedla k revizi anglického válečného námořního práva, které značně umenšilo pravomoci kapitánů jednotlivých lodí a posílilo pravomoci velících vlajkových důstojníků.